# Werner Herzog
Pour les articles homonymes, voir Herzog.
Werner Herzog est un réalisateur, acteur, metteur en scène et écrivain allemand né le 5 septembre 1942 à Munich.
Considéré comme l'un des pionniers du nouveau cinéma allemand des années 1960-1970, ses films mettent souvent en scène des protagonistes ambitieux aux rêves impossibles, des personnes aux talents inhabituels dans des domaines obscurs ou des individus en conflit avec la nature,. Son style consiste à éviter les storyboards, à mettre l'accent sur l'improvisation et à placer ses acteurs et son équipe dans des situations réelles similaires à celles du film sur lequel ils travaillent.
En 1961, à 19 ans, il commence à travailler sur son premier film intitulé Herakles (en). Depuis, il a produit, écrit et réalisé plus de 60 films et documentaires tels que Aguirre, la colère de Dieu (1972), L'Énigme de Kaspar Hauser (1974), Cœur de verre (1976), La Ballade de Bruno (1977), Nosferatu, fantôme de la nuit (1979), Fitzcarraldo (1982), Cobra Verde (1987), Leçons de ténèbre (1992), Petit Dieter doit voler (1997), Ennemis intimes (1999), Invincible (2001), Grizzly Man (2005), Rencontres au bout du monde (2007), Bad Lieutenant : Escale à La Nouvelle-Orléans (2009), et La Grotte des rêves perdus (2010). Il a également publié plus de 12 livres en prose et mis en scène de nombreux opéras.
Le cinéaste français François Truffaut a un jour qualifié Herzog de « réalisateur le plus important du monde ». Le critique de film américain Roger Ebert a déclaré que Herzog « n'a jamais créé un seul film compromis, honteux, réalisé pour des raisons pragmatiques ou inintéressant. Même ses échecs sont spectaculaires ». Il est cité comme l'une des 100 personnes les plus influentes au monde par le Time en 2009.
En 2024, Werner Herzog déclare qu'il est « un écrivain qui accessoirement fait des films ».

## Biographie

### Jeunesse
Werner Herzog est né à Munich, en Allemagne, le 5 septembre 1942. Sa mère, Elisabeth Stipetić, est autrichienne d'origine croate, et son père, Dietrich Herzog, allemand. Il est déclaré à l’état civil avec les noms de ses deux parents. Sa mère était dans sa jeunesse, avant l'Anschluss, une militante nazie à Vienne ; son père avait adhéré à l'idéologie de manière enthousiaste ; ils étaient tous deux « relativement tôt des nationaux socialistes convaincus ». Ils furent dénazifiés, mais le père de Werner Herzog déplorait toujours la défaite.
Issu d'une lignée d'universitaires du côté paternel, Herzog a pour grand-père le philologue, archéologue et historien Rudolf Herzog (de) (1871-1953), descendant d'une famille protestante originaire de Souabe et d'ascendance française huguenote, les Neufville, liée au mathématicien Gauss. La famille maternelle est, quant à elle, originaire de Split en Dalmatie. Le grand-père de Werner Herzog était chef de bataillon de l'armée des Habsbourg, sa grand-mère était originaire de Vienne.
Alors qu’il est âgé de deux semaines, sa mère se réfugie dans le village bavarois isolé de Sachrang, dans les Alpes du Chiemgau, fuyant Munich après que la maison voisine de la leur ait été détruite lors d'un des bombardements alliés de la Seconde Guerre mondiale. Son père abandonne la famille après avoir été fait prisonnier de guerre. À Sachrang, il grandit dans un environnement rustique, sans eau courante, ni toilettes à chasse d'eau ou téléphone. Il raconte : « nous n'avions pas de jouets, nous n'avions pas d'outils », et décrira plus tard un sentiment d'anarchie, car tous les pères des enfants étaient absents. Il grandit entouré de soldats allemands en déroute, en fuite, cachés, ou recherchés. Son père divorce et fonde une nouvelle famille. Werner Herzog et son frère sont élevés par leur mère seule.
À l'âge de 11 ans, il voit son premier film, un documentaire sur les Inuits, projeté à l'école du village par un projectionniste itinérant. Il a 12 ans lorsqu'il voit sa première voiture, et attendra d’avoir 17 ans pour utiliser un téléphone pour la première fois.
Âgé de 12 ans, il retourne à Munich avec sa mère et ses deux  frères, pour poursuivre sa scolarité. Ils logent durant un certain temps dans une pension de famille sur Elisabethstraße, dans les murs de laquelle il rencontre l'acteur Klaus Kinski, qui l’impressionne énormément par son comportement fou. Kinski deviendra son acteur fétiche, jouant dans cinq de ses films, et Herzog réalisera sur leur collaboration houleuse le documentaire Ennemis intimes. Le réalisateur dira plus tard en parlant de cette période « j'ai appris à ce moment-là que je deviendrais réalisateur, et que je dirigerais Kinski ».
Il est marqué, à l’âge de 13 ans, par un incident scolaire : un professeur de musique, dans le but de le brimer, lui ordonne de chanter devant toute sa classe. Il refuse catégoriquement et manque de se faire renvoyer. Il n’écoute plus de musique et ne chante ni ne joue d’aucun instrument, jusqu’à ses 18 ans, quand il se replonge dans la musique avec une avidité particulière. C’est à cette période qu’il s'inspire de la lecture d'une entrée d'encyclopédie sur la réalisation de films, qui lui donne, selon lui, tout ce dont il a besoin pour se lancer dans le cinéma — sauf une caméra 35 mm qu'il vole à l'école de cinéma de Munich. Dans le commentaire d'Aguirre, la Colère de Dieu , il déclare : « Je ne considère pas cela comme du vol. C'était juste une nécessité. J'avais une sorte de droit naturel à un appareil photo, un outil avec lequel travailler ».
C’est également durant ses années de jeunesse qu’il devient très proche de la religion, jusqu'à se convertir au catholicisme à l'âge de quatorze ans, ce qui provoque des disputes avec certains proches athées. C'est également à cette période qu'il entreprend ses premiers longs voyages à pied, une passion qui durera toute sa vie, à tel point qu'à l'âge de 15 ans, il marche de Monaco à l'Albanie. Dans sa « déclaration du Minnesota », au Walker Art Center de Minneapolis, en 1999, il déclare  « le tourisme est un péché et voyager à pied est une vertu ».

### Débuts cinématographiques
Il choisit d’utiliser le nom de son père, signifiant « duc » en allemand, ce qu’il juge plus impressionnant pour un cinéaste. Herzog dit que lorsqu'il rencontra finalement son père, « assez tard dans la vie », sa mère dut traduire l'allemand de Werner dans le dialecte bavarois que son père parlait pour que les deux puissent communiquer.
En 1962, durant ses dernières années de lycée, il commence à travailler sur son premier film, Herakles. Aucune société de production n'étant disposée à prendre en charge ses projets, il travaille de nuit comme soudeur dans une aciérie,ou gardien de parking pour les financer. En 1963, il fonde sa propre société de production à Munich, la Werner Herzog Filmproduktion, qu'il dirige pendant de nombreuses années seul depuis son appartement, avec un téléphone et une machine à écrire.
À la fin de ses études, mais avant d'avoir officiellement obtenu son diplôme, il suit sa petite amie à Manchester, en Angleterre, où il passe plusieurs mois et apprend à parler anglais. Il trouve les cours de langue inutiles et s’en va. Après avoir obtenu son diplôme d'études secondaires, il est intrigué par le Congo post-indépendance, mais en tentant de s'y rendre il n’atteint que le sud du Soudan avant de tomber gravement malade. Tout en réalisant déjà des films, il fait un bref passage à l'université de Munich, où il étudie le théâtre, l'histoire et la littérature. En 1964, il remporte le prix Carl Mayer pour le scénario d'un film qu'il réalisera en 1967, Signes de vie, écrit à partir d'une anecdote historique sur un soldat fou retranché dans un fort, et avec les dix mille marks du prix il réalise son deuxième court métrage, La défense sans pareil de la forteresse de Deutschkreutz . Il obtient ensuite une bourse pour partir à Pittsburgh, en Pennsylvanie, pour étudier à l'université Duquesne, mais abandonne après quelques jours. De la période suivante, il raconte avoir été impliqué dans un projet de film pour la NASA, auquel il n'a pas pu participer, et avoir vécu parmi les sans-abris à New York , dormant dans une voiture, puis s’être dirigé vers le Mexique, où il apprend l'espagnol et gagne sa vie en faisant de la contrebande de marchandises à travers la frontière américaine.
Rentré en Allemagne en 1967, il parvient à réaliser Signs of Life, son premier long métrage, grâce au soutien financier de l'Institut allemand du cinéma. Le film, tourné sur l'île de Kos, en Grèce, sort l'année suivante, remporte l'Ours d'argent au Festival de Berlin et est également primé au Deutscher Filmpreis. La même année il épouse Martje Grohmann. Vers la fin de 1968, il part en Afrique avec une équipe de tournage et y passe presque toute l'année 1969. Malgré des vicissitudes (malaria, tempêtes de sable et arrestations), il rassemble de la matière pour trois films : le documentaire télévisé Les Docteurs volants de l'Afrique de l'Est, le « documentaire surréaliste » Fata Morgana et le film Les nains aussi ont commencé petits.
Durant ces années, Werner Herzog, avec Rainer Werner Fassbinder, Wim Wenders et Volker Schlöndorff, fait partie de la première génération du nouveau cinéma allemand, groupe de réalisateurs tournant avec de faibles moyens économiques des films tirant le plus grand effet esthétique possible et la plus grande authenticité de leurs lieux de tournages, et des acteurs souvent amateurs ou sans expérience de cinéma. Herzog dit que son influence catholique marque son travail de « quelque chose d'un écho religieux ».

### Années 1970
Après Les nains aussi ont commencé petits, le réalisateur s’attelle en 1971 à deux documentaires sur le handicap : d’abord Avenir handicapé, consacré à de jeunes enfants victimes de la thalidomide, un médicament contre les nausées des femmes enceintes qui causa d’importantes lésions aux bras et jambes des enfants qui y furent exposés ; puis Au pays du silence et de l’obscurité, sur la vie des sourds-aveugles, qu’il considère comme l’un de ses films les plus importants.
A la fin de l’année 1971, il se rend au Pérou pour réaliser ce qui deviendra une de ses œuvres majeures, Aguirre, la colère de Dieu, film culte sur la recherche de la mythique cité d’Eldorado. Le tournage, étalé sur 7 semaines, s’avère si complexe, périlleux et fourni en anecdotes édifiantes, que son histoire deviendra aussi célèbre que le film lui-même. Tourné avec un budget modeste de 360 000 dollars et des moyens réduits qui ne laissent pas augurer de l’ampleur du film, Aguirre est l'exemple achevé du contraste qui ancrera dans le public l’image d’un réalisateur hors norme et au fort sens de la démesure.
Alors qu’il est en repérage pour Aguirre au Pérou, il évite de peu de prendre le vol LANSA 508, qui est ensuite frappé par la foudre et se désintègre en vol, ne laissant qu’une seule survivante, Juliane Koepcke, après une chute de 3 000 mètres dans la jungle. Près de 30 ans plus tard il retracera avec elle son périple dans la jungle dans son documentaire Les Ailes de l’espoir.
Son premier fils, Rudolph Herzog, naît en 1973.
En 1974, il réalise le documentaire La Grande Extase du sculpteur sur bois Steiner, sur le champion de saut à ski suisse Walter Steiner. Il y poursuit sa réflexion ouverte dans Aguirre sur le sentiment d’extase.
Il fait ensuite la connaissance de Bruno Schleinstein, dit Bruno S., artiste de rue qui a passé son enfance dans des orphelinats, des maisons de correction et des prisons, et qui devient son autre acteur fétiche. Herzog le découvre grâce au documentaire Bruno der Schwarze (1970) de Lutz Eisholz. En 1974, il lui donne le premier rôle du film L'Énigme de Kaspar Hauser (titre original : Jeder für sich und Gott gegen alle, littéralement « Chacun pour soi et Dieu contre tous »). Le film remporte le Grand Prix Spécial du Jury au Festival de Cannes 1975.
À la fin de l’année 1974, Herzog apprend que son amie Lotte Eisner (1896-1983), conservatrice en chef de la Cinémathèque française, historienne d'art et critique de cinéma, née en Allemagne, réfugiée en France et naturalisée française, dont il est extrêmement proche (il lui a par exemple dédié le film L'Énigme de Kaspar Hauser), est sur le point de mourir à Paris.
Il décide de quitter Munich à pied et de marcher vers Paris en suivant un itinéraire aussi proche que possible de la ligne droite, mu par le sentiment que ce périple la maintiendra en vie. Il part le 23 novembre et arrive à Paris le 14 décembre au terme d’un voyage épuisant, retrouvant Eisner en cours de rétablissement. Pendant le voyage, il tient un journal qui sera publié sous le titre Sur le chemin des glaces.
En 1976, il réalise Cœur de verre, film pour lequel il travaille pour la première fois avec un co-scénariste, l'écrivain Herbert Achternbusch. L'idée de ce film, dans lequel des villageois qui semblent plongés dans une transe collective se dirigent vers une catastrophe, lui vient après avoir vu Les Maîtres fous, de Jean Rouch, documentaire ethnographique sur une transe traditionnelle pratiquée au Ghana. Pour explorer au mieux ce sujet, qu'il choisit de placer dans les paysages bavarois au sein desquels il a grandi, Herzog filme ses acteurs sous hypnose.
La même année, apprenant l'évacuation du sud de l'île de Basse-Terre, en Guadeloupe, menacé par une éruption du volcan de la Soufrière qui, s'il explosait, pourrait en raser une grande partie, il décide de s'y rendre. Arrivés sur place, le réalisateur et les opérateurs Jörg Schmidt-Reitwein et Edward Lachman filment au péril de leur vie les images qui constituent le court-métrage La Soufrière.
Depuis le tournage de Cœur de verre, Herzog mûrit le projet de tourner une adaptation de Woyzeck, la pièce de Georg Büchner. Il en propose tout d'abord le premier rôle à Bruno S., mais se ravise finalement pour Klaus Kinski. Lorsqu'il annonce la nouvelle à Bruno S., celui-ci est si déçu que le réalisateur lui annonce de but en blanc qu'il lui a écrit un autre film, inspiré de sa vie. C'est ce mensonge qui le pousse à écrire le scénario de La Ballade de Bruno, qui sort en 1977.
En 1979, il réalise Nosferatu, fantôme de la nuit avec Isabelle Adjani, Klaus Kinski, Bruno Ganz et Roland Topor, relecture du personnage mis en scène par Murnau dans son Nosferatu. C'est la première fois qu'il tourne avec des acteurs connus. Il enchaîne cinq jours plus tard avec le tournage de Woyzeck, faisant tourner Kinski, qui joue encore le rôle principal, dans un état d'épuisement.

### Années 1980 - 1990
En 1989, il assiste aux derniers instants de l'écrivain-voyageur Bruce Chatwin, atteint du sida, qui lui lègue son sac à dos en cuir. Trente ans plus tard, le réalisateur partira sur les traces de son « âme sœur » dans son documentaire Le Nomade, sur les pas de Bruce Chatwin,.

### Mise en scène d'opèras
Il débute comme metteur en scène d'opéra avec Docteur Faust de Ferruccio Busoni en 1985 pour le Teatro Communale de Bologne. Suivront les mises en scène des opéras de Wagner : Lohengrin, Le Hollandais volant, Tannhauser, puis La Flûte enchantée de Mozart, Fidelio de Beethoven, Norma de Bellini, Jeanne d'Arc et I due Foscari de Verdi, à raison d'un à deux opéras par an jusqu'en 2013.

### Depuis 2000
En 2010, il préside le jury du 60e Festival de Berlin, comprenant notamment la comédienne américaine Renée Zellweger.
Son long métrage La Grotte des rêves perdus, un documentaire sur la grotte Chauvet en Ardèche, sort en France le 1er septembre 2011.
En 2019, il rejoint l'univers Star Wars en jouant le rôle du Client dans la série The Mandalorian.

### Vie privée
En 1967, Werner Herzog se marie avec Martje Grohmann — qui jouera ensuite dans Nosferatu, fantôme de la nuit — avec qui il a un fils, Rudolph (en), né en 1973 et lui aussi actif dans le monde du cinéma. Il divorce en 1985. Il a une fille, Hanna, avec l'actrice Eva Mattes. Il épouse Christine Maria Ebenberger avec qui il a un fils, Simon. Ils divorcent en 1997. Il vit depuis 1999 avec la plasticienne et photographe russo-américaine Lena Herzog (en).

## Travail de mise en scène

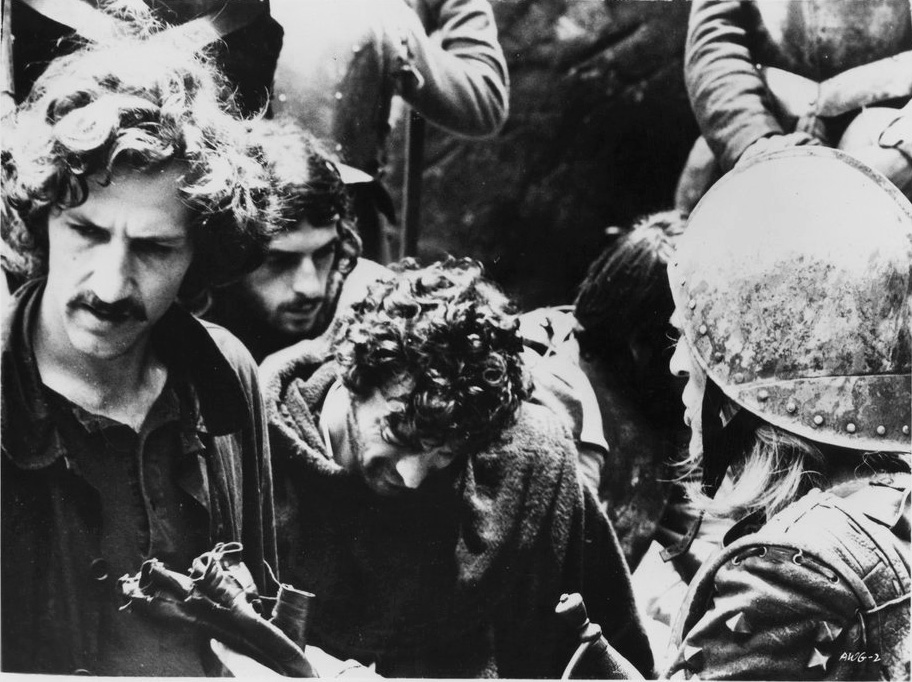
Photographie de Werner Herzog en compagnie de Klaus Kinski et Del Negro sur le tournage de son film Aguirre, la colère de Dieu.

### Thèmes
De nombreux films d'Herzog abordent les thèmes de la folie et de la cruauté de la nature, souvent entremêlés (comme dans Aguirre) : il s'agit pour lui de révéler la part sombre de l'homme comme celle de la nature. Héritier d'un romantisme allemand tardif, Herzog met en scène une nature, humaine comme terrestre, chaotique, menaçante, presque démoniaque.
Plastiquement, l'œuvre de Werner Herzog est proche du romantisme de Caspar David Friedrich, de l'expressionnisme allemand et du land art.
Bien que profondément allergique à l'art contemporain, Herzog accepte de mettre en espace une installation où étaient projetées les gravures de Hercules Seghers accompagnées d'une musique de Ernst Reijseger, pour la Biennale du Whitney Museum de New York en 2014.

### Des tournages difficiles
Dès ses premiers films, Werner Herzog a la réputation d'enchaîner les tournages difficiles, aventureux, voire totalement chaotiques. Cela lui vaut d'être surnommé par certains critiques « le cinéaste de l'impossible ».
Il a notamment rencontré de nombreux problèmes sur les tournages de Aguirre, la colère de Dieu et de Fitzcarraldo, que ce soit dans son rapport avec les comédiens, à cause des colères spectaculaires de Klaus Kinski, ou encore à cause d'un environnement hostile (la forêt amazonienne). Certains comédiens ou figurants ont déclaré qu'il prenait souvent des risques (notamment lorsqu'il tournait au milieu des rapides) ou des décisions irresponsables et dangereuses vis-à-vis de l'équipe de tournage.
Ainsi, pendant le tournage d'Aguirre, certains acteurs et membres de l'équipe ont risqué la noyade lors du tournage de la scène où les radeaux de l'expédition franchissent les rapides. Dans la scène d'introduction, on peut voir un canon et des cages tomber le long de la falaise. Ces événements n'étaient pas prévus mais furent conservés au montage final. Herzog, voulant donner au film un aspect documentaire, gardait souvent ce genre d'incidents au montage. Les relations entre Herzog et Klaus Kinski furent tendues tout le long du tournage. Kinski menaçait régulièrement de mort Herzog. Ce dernier enregistrait systématiquement ses disputes avec Kinski sur bande magnétique. Il avait également acheté une arme pour menacer Kinski quand celui-ci ne voulait pas jouer une de ses scènes.
Pour Fitzcarraldo, Herzog avait commencé le tournage avec Jason Robards et Mick Jagger dans les deux rôles principaux. Malheureusement pour lui, Robards craqua nerveusement lors du tournage car il n'en supportait plus les conditions. Herzog engagea alors Kinski pour le remplacer et fut obligé de tout recommencer. Ayant une tournée qui devait débuter avec les Rolling Stones, Jagger ne put recommencer le tournage. Son rôle fut supprimé. De nouvelles disputes violentes eurent lieu entre Herzog et Kinski. Les Amérindiens figurants du film offrirent même à Herzog de tuer Kinski « gratuitement » s'il le désirait. Les tensions entre Kinski et les autres membres de l'équipe durèrent tout le long de ce tournage difficile.
La scène où Fitzcarraldo fait hisser le bateau le long de la colline ne comporte aucun trucage, Herzog tenant à ce que cette scène soit d'un réalisme absolu. L'opération fut extrêmement périlleuse pour les figurants et l'équipe technique, qui risquaient réellement de se faire écraser à tout instant. Le même bateau subit plusieurs dommages importants lors de la scène des rapides, lorsqu'il dériva totalement sans aucun contrôle. Le documentaire Burden of Dreams de Les Blank (1982) témoigne de ce tournage aux limites du praticable.

### Rapport aux acteurs
À l'image de ses tournages, Werner Herzog aime les personnages et les acteurs excessifs, marginaux, tels que Klaus Kinski, hallucinant dans son rôle de mégalomane illuminé d'Aguirre, ou dans celui du vampire Nosferatu auquel il donne une troublante humanité. Herzog a incontestablement fait de Kinski son acteur fétiche malgré leurs rapports très particuliers et parfois violents, ce qu'il relate dans son documentaire Ennemis intimes.
Il affectionne aussi l'acteur handicapé Bruno S., qui a passé les trente premières années de sa vie entre les hôpitaux psychiatriques et la prison. L'identification sera parfaite pour le rôle de Kaspar Hauser dans L'Énigme de Kaspar Hauser, où Bruno S. joue un personnage qui a réellement existé, enfermé dans une cave les dix-sept premières années de sa vie, totalement coupé du reste du monde. Il joue aussi dans La Ballade de Bruno.
Après avoir vu Les Maîtres fous de Jean Rouch sur une transe religieuse au Ghana, Herzog filme ses acteurs sous hypnose pour le film Cœur de verre.

## Filmographie

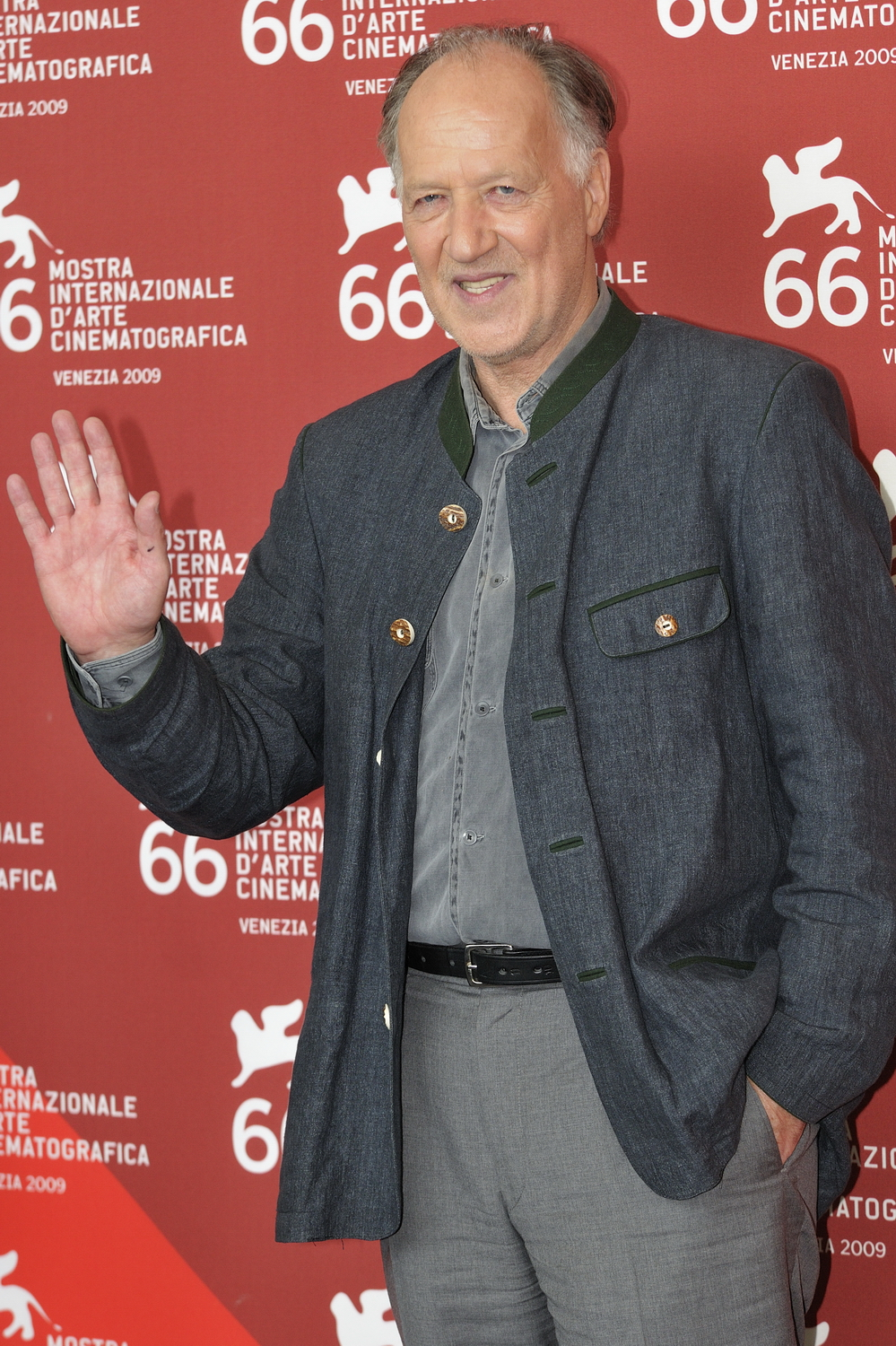
Werner Herzog à la Mostra de Venise 2009.

### Réalisateur et scénariste

#### Longs métrages

##### Fictions
- 1968 : Signes de vie (Lebenszeichen)
- 1970 : Les nains aussi ont commencé petits (Auch Zwerge haben klein angefangen)
- 1972 : Aguirre, la colère de Dieu (Aguirre, der Zorn Gottes)
- 1974 : L'Énigme de Kaspar Hauser (Jeder für sich und Gott gegen alle[38])
- 1976 : Cœur de verre (Herz aus Glas)
- 1977 : La Ballade de Bruno (Stroszek)
- 1979 : Nosferatu, fantôme de la nuit (Nosferatu, Phantom der Nacht)
- 1979 : Woyzeck
- 1982 : Fitzcarraldo
- 1984 : Le Pays où rêvent les fourmis vertes (Wo die grünen Ameisen träumen)
- 1987 : Cobra Verde
- 1991 : Cerro Torre, le cri de la roche
- 2001 : Invincible
- 2005 : The Wild Blue Yonder
- 2006 : Rescue Dawn
- 2009 : Bad Lieutenant : Escale à La Nouvelle-Orléans (Bad Lieutenant: Port of Call New Orleans)[39]
- 2009 : Dans l'œil d'un tueur (My Son, My Son, What Have Ye Done?[40])
- 2015 : Queen of the Desert
- 2016 : Salt and Fire
- 2019 : Family Romance, LLC

Prochainement
- 2026 : Bucking Fastard

##### Documentaires
- 1971 : Au pays du silence et de l'obscurité (Land des Schweigens und der Dunkelheit)
- 1971 : Fata Morgana
- 1990 : Échos d'un sombre empire (Echos aus einem düsteren Reich)
- 1993 : Les Cloches des profondeurs (Glocken aus der Tiefe - Glaube und Aberglaube in Rußland)
- 1997 : Petit Dieter doit voler (Little Dieter Needs to Fly)
- 1999 : Ennemis intimes (Mein Liebster Feind)
- 2003 : La Roue du temps (Rad der Zeit)
- 2004 : The White Diamond
- 2005 : Grizzly Man
- 2007 : Rencontres au bout du monde (Encounters at the End of the World)
- 2010 : La Grotte des rêves perdus (Cave of Forgotten Dreams)
- 2010 : Happy People : un an dans la Taïga, co-réalisé avec Dmitri Vassioukov
- 2011 : Into the Abyss
- 2016 : Au fin fond de la fournaise (Into the Inferno)
- 2016 : Lo and Behold, Reveries of the Connected World
- 2018 : Rendez-vous avec Gorbatchev (Meeting Gorbatchev)[41]
- 2019 : Le Nomade : sur les traces de Bruce Chatwin (Nomad : in the Footsteps of Bruce Chatwin)
- 2020 : Boules de feu : depuis la nuit des temps (Fireball: Visitors from Darker Worlds)
- 2022 : Au cœur des volcans : Requiem pour Katia et Maurice Krafft (The Fire Within: A Requiem for Katia and Maurice Krafft)
- 2022 : Theatre of Thought

#### Courts et moyens métrages

##### Fictions
- 1959 : The Lost Western
- 1964 : Jeu dans le sable (Spiel im Sand)
- 1969 : Les Docteurs volants de l'Afrique de l'Est (Die Fliegenden Arzte von Ostafrika)
- 2002 : Ten Minutes Older : The Trumpet - segment Ten Thousand Years Older

##### Documentaires
- 1962 : Herakles
- 1967 : La Défense sans pareil de la forteresse Deutschkreutz (Die beispiellose Verteidigung der Festung Deutschkreuz)
- 1968 : Dernières Paroles (Letzte Worte)
- 1969 : Mesures contre des fanatiques (Massnahmen gegen Fanatiker)
- 1974 : La Grande Extase du sculpteur sur bois Steiner (Die große Ekstase des Bildschnitzers Steiner)
- 1976 : Personne ne veut jouer avec moi (Mit mir will keiner spielen)
- 1976 : How much Wood would a Woodchuck chuck... (Beobachtungen zu einer neuen Sprache)
- 1977 : La Soufrière (Warten auf eine unausweichliche Katastrophe)
- 1985 : Gasherbrum, la montagne lumineuse (Gasherbrum-Der leuchtende Berg)
- 1992 : Leçons de ténèbre (Lektionen in Finsternis)
- 2001 : Pèlerinages (Pilgrimage)
- 2013 : From One Second to the Next

#### Téléfilms
- 1971 : Avenir handicapé (Behinderte Zukunft?)
- 1980 : Fric et Foi (l'homme de Dieu en colère) (Glaube und Währung)
- 1980 : Le Sermon de Huie (Huie's Sermon)
- 1984 : La Ballade du petit soldat (Ballade vom kleinen Soldaten)
- 1984 : Gasherbrum, la montagne lumineuse (Gasherbrum - Der leuchtende Berg)
- 1988 : Les Français vus par... - épisode Les Gaulois
- 1989 : Wodaabe, les bergers du soleil (Wodaabe - Die Hirten der Sonne. Nomaden am Südrand der Sahara)
- 1991 : Jag Mandir (Jag Mandir : das excentrische Privattheater des Maharadscha von Udaipur)
- 1994 : The Transformation of the World Into Music (Die Verwandlung der Welt in Musik: Bayreuth vor der Premiere)
- 1995 : Gesualdo : Mort à cinq voix (Tod für fünf Stimmen)
- 2000 : Les Ailes de l'espoir (Julianes Sturz in den Dschungel) (documentaire)

### Acteur
- 1979 : Nosferatu, fantôme de la nuit de lui-même : le marin enfonçant son pied dans le cercueil puis se faisant mordre par un rat (non crédité)
- 1984 : Le Pays où rêvent les fourmis vertes de lui-même : avocat (non crédité)
- 1988 : La Fiancée thaïlandaise de Urs Odermatt : Businger, secrétaire communal
- 1991 : Un dieu rebelle de Peter Fleischmann : Mita/Richard
- 1998 : What Dreams May Come (Au-delà de nos rêves)
- 1999 : Julien Donkey-Boy d'Harmony Korine : Père
- 2004 : Incident au Loch Ness de Zak Penn : lui-même (équipe de Discovery IV)
- 2007 : The Grand de Zak Penn : l'Allemand
- 2007 : Mister Lonely de Harmony Korine : père Umbrillo
- 2011 : Carnet de Dubaï Hiver VI : Lumière et Reflets de Gérard Courant
- 2011 : Non, Monsieur Werner Herzog, ceci n'est pas votre Cinématon de Gérard Courant
- 2012 : American Dad!, saison 7, épisode Ricky Spanish, sorti le 7 mai 2012.
- 2012 : Jack Reacher de Christopher McQuarrie : Le Zek
- 2013 : Heimat - 2 : l'Exode (Die andere Heimat - Exodus) de Edgar Reitz : Alexander von Humboldt
- 2015 : Rick et Morty de Dan Harmon et Justin Roiland : Shrimply Pibbles
- 2019 : The Mandalorian de Jon Favreau : le client

### Scénariste
- 2004 : Incident au Loch Ness (Incident at Loch Ness) de Zak Penn

## Distinctions

### Récompenses
- Berlinale 1968 : Ours d'argent pour Signes de vie
- Festival de Cannes 1975 : Grand Prix spécial du Jury pour L'Énigme de Kaspar Hauser
- Festival de Cannes 1982 : prix de la mise en scène pour Fitzcarraldo
- Festival international du film de Dublin 2011 : meilleur film documentaire pour La Grotte des rêves perdus

### Nomination
- Césars 1976 : nomination au César du meilleur film étranger pour Aguirre, la colère de Dieu

## Mises en scène d'opéras
Il met en scène un à trois opéras par an depuis 1985.
- 1985 : Doktor Faust (Bologne)
- 1989 : Giovanna d'Arco (Bologne)
- 1991 : Lohengrin (Bayreuth)
- 1992 : La donna del lago (Milan)
- 2000 : Tannhäuser (Baltimore)
- 2013 : I due Foscari (Rome)

## Enseignement et héritage
Peu convaincu par les écoles de cinéma, Werner Herzog est le professeur (principal et unique) de 3 formations qui mettent en avant l'aspect pratique :
- La « Rogue Film School »[43], qu'il crée en 2009 et interrompt en 2016. De jeunes réalisateurs sont invités à passer quelques jours avec Herzog dans un lieu inspirant. Le principe est de discuter collectivement des règles de cinéma érigées par Herzog lui-même.
- Sur le site « MasterClass », Werner Herzog présente un cours sur l'apprentissage de la réalisation de films[44].
- En 2018, « Filming in Peru with Werner Herzog » consiste en un atelier de 12 jours pendant lesquels Herzog supervise la réalisation de courts-métrages tournés en plein cœur de la jungle amazonienne par de jeunes réalisateurs du monde entier[45]. Les lieux de tournage sont proches de ceux affectionnés particulièrement par le réalisateur, notamment pour le film Fitzcarraldo (1982). Enthousiaste, il déclare que « 10 de ces courts-métrages sont meilleurs que les nommés dans la même catégorie aux Oscars »[46]. Le réalisateur français Quentin Lazzarotto fait partie des participants à l'atelier.

## Publications
- Werner Herzog, Beat Presser: Werner Herzog. Jovis Verlag, Berlin 2003,  (ISBN 3-936314-31-4).
- Die Eroberung des Nutzlosen. Hanser, München 2004,  (ISBN 978-3-596-18348-7). et : Fischer, Frankfurt 2009.

### Publications traduites en français
- Vom Gehen im Eis (Sur le chemin des glaces), Munich, Hanser, 1978 ; Hachette-P.O.L, Paris, 1980  (ISBN 2867441374)
- Eroberung des Nutzlosen (Conquête de l'inutile), Munich, Hanser, 2004 ; Capricci, Nantes, 2008  (ISBN 978-2-918040-02-6)
- Das Dämmern der Welt (Le Crépuscule du monde), Munich, Hanser, 2021 ; Éditions Séguier, Paris, 2022  (ISBN 978-2-84049-859-9)
- Jeder für sich und Gott gegen alle (Chacun pour soi et Dieu contre tous. Mémoires), Munich, Hanser, 2022 ; Éditions Séguier, Paris, 2024  (ISBN 978-2-84049-917-6)

### Films sur Werner Herzog
- 1978 : Christian Weisenborn et Erwin Keuch - Was ich bin sind meine Filme
- 1980 : Les Blank - Werner Herzog Eats His Shoe
- 1982 : Les Blank - Burden of Dreams
- 2008 : Steve Cole - Imagine : Werner Herzog, Beyond Reason
- 2018 : Herbert Golder (en) - Ballad of a righteous merchant